# Chris Evans
Christopher Robert Evans (Boston, 13 giugno 1981) è un attore statunitense.

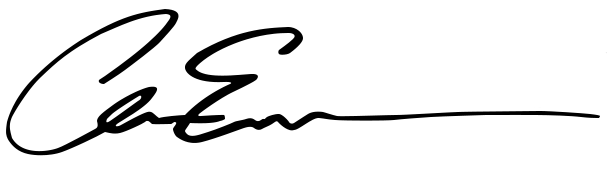
Firma di Chris Evans

È noto grazie all'interpretazione di Capitan America in 11 film del franchise tratto dai fumetti Marvel, Marvel Cinematic Universe, e di Johnny Storm / La Torcia Umana nei due film sui Fantastici 4 diretti da Tim Story, personaggio inoltre ripreso in Deadpool & Wolverine (2024). Interpreta il personaggio di Lucas Lee nel film Scott Pilgrim vs. the World (2010), cui presta la voce anche in otto episodi della serie animata Scott Pilgrim - La serie (2023). Come doppiatore presta inoltre la voce al personaggio di Buzz Lightyear, protagonista della saga Pixar di Toy Story, nel film di animazione Lightyear - La vera storia di Buzz (2022).

## Biografia
Nato a Boston (Massachusetts), figlio del dentista Bob Evans e della ballerina italoamericana Lisa Capuano, metà italiana e metà irlandese e nipote del politico Mike Capuano. Ha due sorelle, Carly e Shanna, ed un fratello Scott. I suoi genitori hanno divorziato nel 1999.
Ha trascorso l'infanzia a Sudbury, dove si è diplomato presso la Lincoln-Sudbury Regional High School, scoprendo la sua passione per la recitazione. Terminati gli studi si è trasferito a New York, dove ha frequentato la Lee Strasberg Theatre and Film Institute. Per mantenersi trovò un lavoro in una agenzia di casting, dove era in contatto con vari agenti di attori.
Dopo alcune apparizioni televisive in alcune serie televisive, debutta in un piccolo ruolo nel film del 2000 The Newcomers, successivamente si fa notare nella commedia Non è un'altra stupida commedia americana. Seguono nel 2004 film come Perfect Score con Scarlett Johansson e Cellular con Kim Basinger. La vera notorietà gli arriva grazie al ruolo della Torcia Umana nel film I Fantastici 4 (2005), diretto da Tim Story, ruolo che interpreta anche nel sequel I Fantastici 4 e Silver Surfer (2007) e nel 34° film del Marvel Cinematic Universe Deadpool & Wolverine (2024).

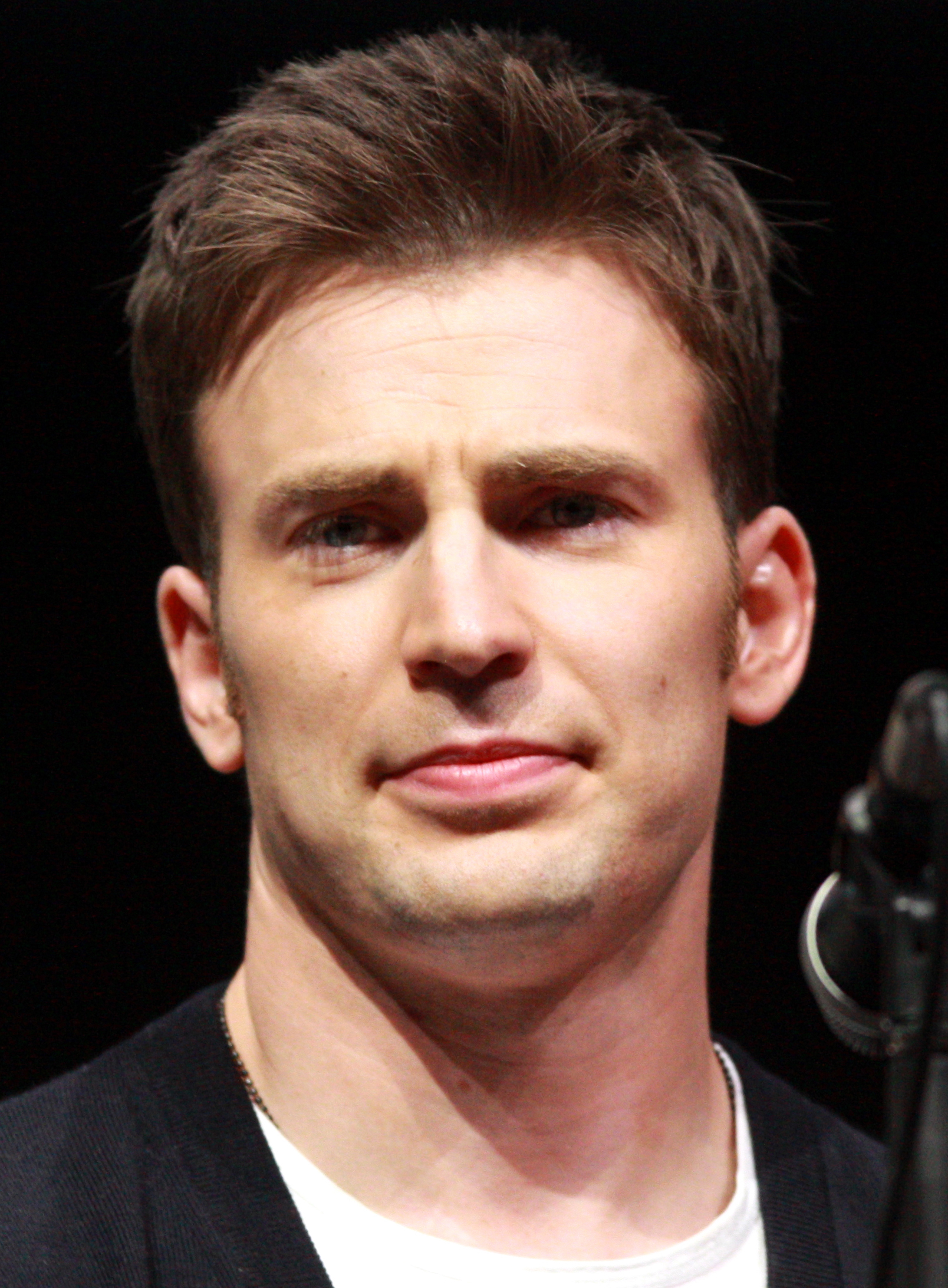
Chris Evans al San Diego Comic-Con International del 2013

Nel 2007 recita al fianco di Cillian Murphy in Sunshine di Danny Boyle, in seguito recita nel thriller poliziesco La notte non aspetta, con Keanu Reeves, e nel thriller soprannaturale Push, con Dakota Fanning e Camilla Belle. Nel 2010 torna ad interpretare un personaggio tratto dai fumetti in The Losers, adattamento cinematografico dell'omonima graphic novel.
Sempre nel 2010 viene scritturato per interpretare Capitan America nel film a lui dedicato, intitolato Captain America - Il primo Vendicatore, uscito il 22 luglio 2011. Il contratto di Evans prevede anche la partecipazione al film corale The Avengers, uscito nel 2012. Il film ricevette recensioni positive e fu un enorme successo ai botteghini di tutto il mondo, diventando uno dei film di maggior incasso di tutti i tempi, superando il miliardo e mezzo di dollari di incasso. Nel 2012 è protagonista, assieme a Evan Rachel Wood, di una campagna pubblicitaria per Gucci, firmata da Frank Miller, per la fragranza Gucci Guilty. Sempre nel 2012 interpreta il ruolo di Robert Pronge in The Iceman. Per questo ruolo fu scritturato James Franco, ma venne poi sostituito dallo stesso Evans. È affiancato da Michael Shannon e Winona Ryder.
Nel 2013 interpreta Curtis, il protagonista del film diretto da Bong Joon-ho Snowpiercer, basato sulla serie a fumetti francese. Debutto cinematografico in lingua inglese per il regista sudcoreano, il film viene classificato tra i migliori dieci film indipendenti dal National Board of Review of Motion Pictures. Il film negli USA uscì nel 2013, mentre in Italia solo nel 2014. Nello stesso anno interpreta per alcuni secondi, durante una sequenza del film Thor: The Dark World, il ruolo di Loki tramutato in Capitan America. Nel 2014 torna nei panni del super soldato nel film Captain America: The Winter Soldier al fianco di Scarlett Johansson, Anthony Mackie e Sebastian Stan. Nel settembre 2014 presenta al Toronto International Film Festival il suo primo film da regista Before We Go, di cui è anche interprete e produttore. Nel 2015 e nel 2016 riprende il ruolo di Capitan America nei film Avengers: Age of Ultron e Captain America: Civil War. Nel 2017 è al fianco di Mckenna Grace, Lindsay Duncan, Jenny Slate ed Octavia Spencer in Gifted - Il dono del talento.
Evans fa il suo debutto a Broadway con Lobby Hero, sceneggiato da Kenneth Lonergan e diretto da Trip Cullman, che è andato in scena dal marzo 2018 all'Helen Hayes Theater. Per la sua interpretazione ha ricevuto una candidatura come miglior performance al Drama League Award. Lo stesso anno riprende nuovamente i panni di Capitan America in Avengers: Infinity War, che registra un incasso di oltre 2 miliardi di dollari e nel 2019 Avengers: Endgame, che ha superato gli incassi del suo predecessore diventando anche il secondo film di maggior incasso di tutti i tempi; tuttavia Avengers: Endgame è stato l'ultimo film in cui ha interpretato per l'ultima volta Capitan America in quanto il suo contratto con l'MCU prevedeva gli ultimi due film sugli Avengers come gli ultimi in cui compariva il personaggio. 
Nel 2019 interpreta inoltre Ari Levinson, un agente del Mossad, nel film Red Sea Diving, basato sull'Operazione Mosè e l'Operazione Giosuè dei servizi segreti israeliani durante il 1984-85 con l'obiettivo di portare 8000 ebrei etiopi in Israele. Nello stesso anno esce Cena con delitto - Knives Out in cui Evans recita nel ruolo di Hugh Ransom Drysdale e, per cui, assieme al resto del cast si è aggiudicato il premio National Board of Reviev al miglior cast. Stephanie Zacharek, scrivendo per il Time, l'ha inserito tra i 10 migliori film dell'anno. Nel 2020 Evans è protagonista della miniserie tv In difesa di Jacob, uscita sulla piattaforma Apple TV+ e tratta dall'omonimo romanzo di William Landay. Nel 2021 ha un cameo nel discusso Don't Look Up, diretto da Adam McKay, con un cast che include Leonardo DiCaprio, Jennifer Lawrence, Meryl Streep, Cate Blanchett, Jonah Hill, Timothée Chalamet, Kid Cudi, Matthew Perry ed Ariana Grande., oltre che nel comico Free Guy - Eroe per gioco, con Ryan Reynolds. 

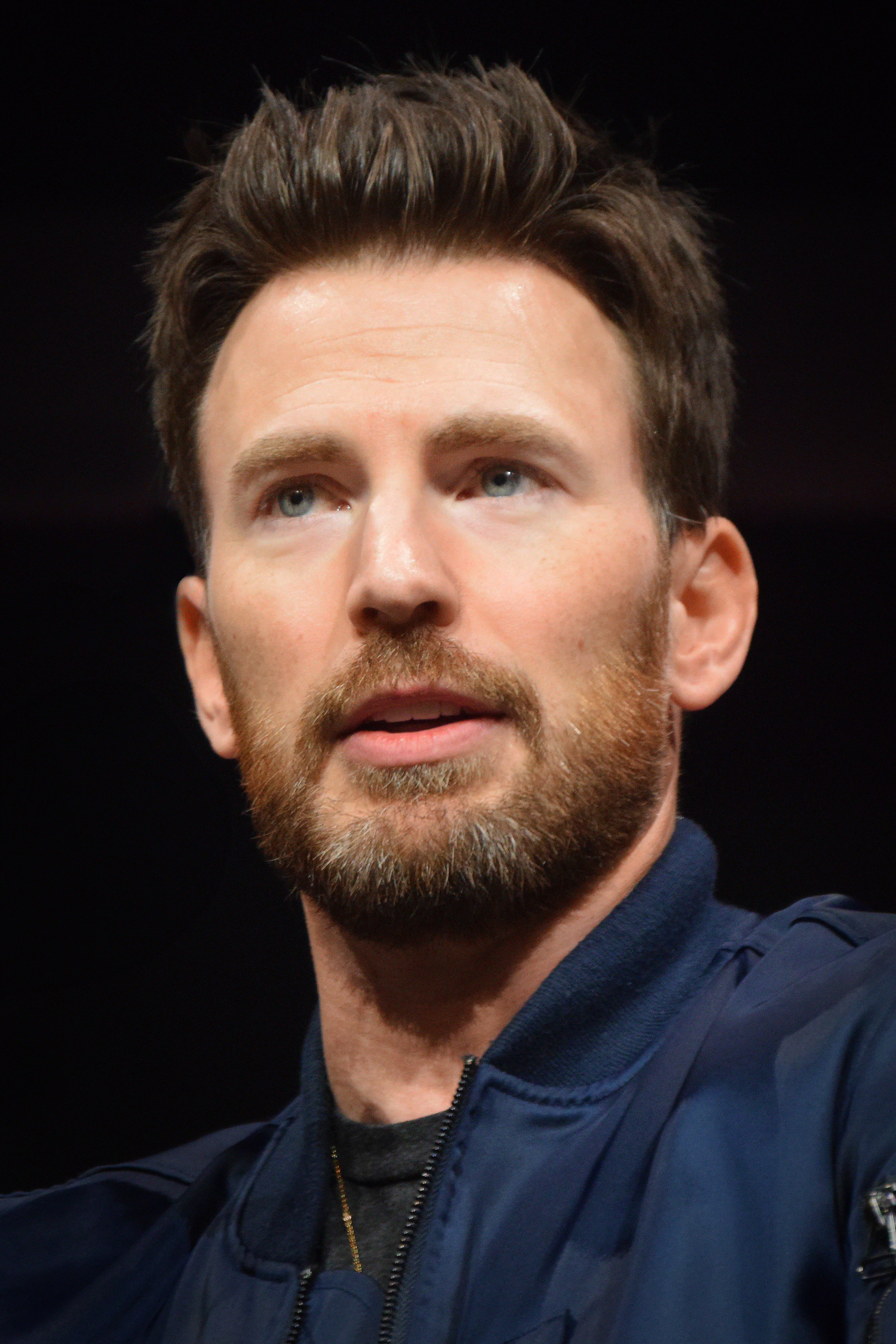
Chris Evans al New York Comic-Con (2023).

Nel 2022 presta la voce come doppiatore al personaggio Buzz Lightyear nel film Lightyear - La vera storia di Buzz, diretto da Angus MacLane. Nello stesso anno, nuovamente per Netflix, affianca Ryan Gosling in un nuovo progetto dei fratelli Russo, The Gray Man, ritrovandovi anche Ana de Armas, con la quale aveva recitato in Cena con delitto - Knives Out, e assieme a cui prende parte nella commedia romantico-avventurosa Ghosted, di Dexter Fletcher. Sempre nel 2022 è stato eletto dalla rivista People "uomo più sexy dell'anno".
Nel 2025 recita nella commedia romantica Material Love, accanto a Pedro Pascal e Dakota Johnson, per la regia di Celine Song. Inoltre, è stato confermato nel cast di Honey Don't!, con Margaret Qualley, e diretto da Ethan Coen e in Sacrifice del regista francesce Romain Gavras, con Anya Taylor-Joy, Salma Hayek e Vincent Cassel.

## Vita privata
Il 9 settembre 2023 si è sposato con l'attrice Alba Baptista.
Nonostante sia cresciuto in una famiglia cattolica, ha espresso opinioni panteistiche e ha un grande interesse per le filosofie del buddismo.
Sostenitore dei diritti gay, è diventato un'icona per la comunità LGBT.

## Filmografia

### Attore

#### Cinema
- Biodiversity: Wild About Life!, regia di Linda Harrar - direct-to-video (1997)
- The Newcomers, regia di James Allen Bradley (2000)
- Non è un'altra stupida commedia americana (Not Another Teen Movie), regia di Joel Gallen (2001)
- The Paper Boy, regia di Eric Ogden - cortometraggio (2003)
- Perfect Score (The Perfect Score), regia di Brian Robbins (2004)
- Cellular, regia di David R. Ellis (2004)
- Gioventù violata (Fierce People), regia di Griffin Dunne (2005)
- I Fantastici 4 (Fantastic Four), regia di Tim Story (2005) – Johnny Storm / La Torcia Umana
- London, regia di Hunter Richards (2005)
- The Orphan King, regia di Andrew Wilde (2005)
- Sunshine, regia di Danny Boyle (2007)
- I Fantastici 4 e Silver Surfer (Fantastic Four: Rise of the Silver Surfer), regia di Tim Story (2007) – Johnny Storm / La Torcia Umana
- Il diario di una tata (The Nanny Diaries), regia di Shari Springer Berman e Robert Pulcini (2007)
- La notte non aspetta (Street Kings), regia di David Ayer (2008)
- L'amore impossibile di Fisher Willow (The Loss of a Teardrop Diamond), regia di Jodie Markell (2008)
- Push, regia di Paul McGuigan (2009)
- 28 Drinks Later, regia di Nicholaus Goossen - cortometraggio (2009)
- The Losers, regia di Sylvain White (2010)
- Scott Pilgrim vs. the World, regia di Edgar Wright (2010)
- Puncture, regia di Adam Kassen e Mark Kassen (2011)
- Captain America - Il primo Vendicatore (Captain America: The First Avenger), regia di Joe Johnston (2011) – Steve Rogers / Capitan America
- (S)Ex List (What's Your Number?), regia di Mark Mylod (2011)
- The Avengers, regia di Joss Whedon (2012) – Steve Rogers / Capitan America
- The Carlton Dance, regia di Daniel Spink - cortometraggio direct-to-video (2012)
- The Iceman, regia di Ariel Vromen (2012)
- Snowpiercer, regia di Bong Joon-ho (2013)
- Thor: The Dark World, regia di Alan Taylor (2013) – non accreditato; Steve Rogers / Capitan America
- Captain America: The Winter Soldier, regia di Anthony e Joe Russo (2014) – Steve Rogers / Capitan America
- Before We Go, regia di Chris Evans (2014)
- Playing It Cool, regia di Justin Reardon (2014)
- Avengers: Age of Ultron, regia di Joss Whedon (2015) – Steve Rogers / Capitan America
- Ant-Man, regia di Peyton Reed (2015) – cameo non accreditato; Steve Rogers / Capitan America
- Captain America: Civil War, regia di Anthony e Joe Russo (2016) – Steve Rogers / Capitan America
- Gifted - Il dono del talento (Gifted), regia di Marc Webb (2017)
- Spider-Man: Homecoming, regia di Jon Watts (2017) – Steve Rogers / Capitan America
- Avengers: Infinity War, regia di Anthony e Joe Russo (2018) – Steve Rogers / Capitan America
- Captain Marvel, regia di Anna Boden e Ryan Fleck (2019) – cameo non accreditato; Steve Rogers / Capitan America
- Avengers: Endgame, regia di Anthony e Joe Russo (2019) – Steve Rogers / Capitan America
- Red Sea Diving (The Red Sea Diving Resort), regia di Gideon Raff (2019)
- Cena con delitto - Knives Out (Knives Out), regia di Rian Johnson (2019)
- Free Guy - Eroe per gioco (Free Guy), regia di Shawn Levy (2021)
- Don't Look Up, regia di Adam McKay (2021) - non accreditato
- The Gray Man, regia di Anthony e Joe Russo (2022)
- Ghosted, regia di Dexter Fletcher (2023)
- Pain Hustlers - Il business del dolore (Pain Hustlers), regia di David Yates (2023)
- Deadpool & Wolverine, regia di Shawn Levy (2024) – Johnny Storm / La Torcia Umana
- Uno Rosso (Red One), regia di Jake Kasdan (2024)
- Material Love (Materialists), regia di Celine Song (2025)
- Honey Don't!, regia di Ethan Coen (2025)

#### Televisione
- Opposite Sex - serie TV, 8 episodi (2000)
- Il fuggitivo (The Fugitive) - serie TV, episodio 1x03 (2000)
- Boston Public - serie TV, episodio 1x03 (2001)
- Eastwick, regia di Michael M. Robin - film TV (2002)
- Skin - miniserie TV, puntata 1 (2003)
- In difesa di Jacob (Defending Jacob), regia di Morten Tyldum - miniserie TV, 8 puntate (2020)

#### Videoclip
- Marilyn Manson Tainted Love, regia di Philip G. Atwell (2001)

### Doppiatore

#### Cinema
- TMNT, regia di Kevin Munroe (2007)
- Battaglia per la Terra 3D (Battle for Terra), regia di Aristomenis Tsirbas (2007)
- Lightyear - La vera storia di Buzz (Lightyear), regia di Angus MacLane (2022) – Buzz Lightyear

#### Televisione
- Robot Chicken - serie animata, episodio 3x18 (2008) – Johnny Storm / La Torcia Umana e altri
- Scott Pilgrim - La serie (Scott Pilgrim Takes Off) - serie animata, 8 episodi (2023) – Lucas Lee

#### Videogiochi
- I Fantastici 4 (Fantastic Four, 2005) - Johnny Storm / La Torcia Umana
- Captain America: Il super soldato (Captain America: Super Soldier, 2011) – Steve Rogers / Capitan America

### Produttore

#### Cinema
- Before We Go, regia di Chris Evans (2014)
- Playing It Cool, regia di Justin Reardon (2014)
- Ghosted, regia di Dexter Fletcher (2023)

#### Televisione
- In difesa di Jacob (Defending Jacob), regia di Morten Tyldum - miniserie TV, 8 puntate (2020)

### Regista
- Before We Go (2014)

## Teatro
- Lobby Hero, regia di Trip Cullman. Helen Hayes Theater di New York (2018)

## Riconoscimenti
- Critics' Choice Awards
  - 2015 - Candidatura al miglior attore in un film d'azione per Captain America: The Winter Soldier
  - 2016 - Candidatura al migliore attore in un film d'azione per Captain America: Civil War

- Drama League Award
  - 2018 - Candidatura come miglior performance per Lobby Hero

- E! People's Choice Awards
  - 2011 - Candidatura al miglior supereroe per Captain America - Il primo Vendicatore
  - 2013 - Candidatura al miglior attore in un film d'azione per The Avengers
  - 2013 - Candidatura al miglior supereroe per The Avengers
  - 2015 - Miglior attore in un film d'azione per Captain America: The Winter Soldier
  - 2015 - Candidatura alla miglior coppia per Captain America: The Winter Soldier (con Scarlett Johansson)
  - 2017 - Candidatura all'attore preferito in un film d'azione per Captain America: Civil War
  - 2019 - Candidatura per l'attore o attrice preferito/a in un film d'azione per Avengers Endgame[57]

- Kids' Choice Awards
  - 2015 - Candidatura al miglior attore cinematografico per Captain America: The Winter Soldier[58]
  - 2016 - Candidatura al miglior attore cinematografico per Avengers: Age of Ultron[59]
  - 2017 - Candidatura al miglior attore cinematografico per Captain America: Civil War
  - 2017 - Spaccatutto preferito per Captain America: Civil War
  - 2017 - Candidatura al Favorite #Squad per Captain America: Civil War (insieme a tutto il cast)
  - 2017 - Candidatura al Favorite Frenemies per Captain America: Civil War (insieme a Robert Downey Jr.)
  - 2019 - Candidatura al miglior attore cinematografico per Avengers: Infinity War[60]
  - 2019 - Candidatura al miglior supereroe per Avengers: Infinity War[60]
  - 2020 - Candidatura al miglior attore cinematografico per Avengers: Endgame[61]
  - 2020 - Candidatura al miglior supereroe per Avengers: Endgame[61]
  - 2023 - Candidatura alla voce preferita di un film d'animazione per Lightyear - La vera storia di Buzz[62]

- MTV Movie & TV Awards
  - 2005 - Candidatura alla miglior performance di gruppo per I Fantastici 4 (con Jessica Alba, Ioan Gruffudd e Michael Chiklis)
  - 2011 - Candidatura al migliore supereroe per Captain America - Il primo Vendicatore
  - 2013 - Miglior combattimento per The Avengers (con tutto il cast)
  - 2015 - Candidatura al miglior combattimento per Captain America: The Winter Soldier (con Sebastian Stan)[63][64]
  - 2015 - Candidatura al miglior bacio per Captain America: The Winter Soldier (con Scarlett Johansson)
  - 2016 - Candidatura al migliore eroe in Avengers: Age of Ultron
  - 2019 - Candidatura al miglior combattimento per Avengers: Endgame (con Josh Brolin)[65]

- Saturn Award
  - 2011 - Candidatura al miglior attore per Captain America - Il primo Vendicatore
  - 2015 - Candidatura al miglior attore per Captain America: The Winter Soldier[66]
  - 2015 - Candidatura al miglior attore per Captain America: The Winter Soldier[67]
  - 2017 - Candidatura al miglior attore per Captain America: Civil War[68]
  - 2019 - Canditatura al miglior attore per Avengers Endgame[69]
  - 2021 - Candidatura al miglior attore non protagonista per Cena con delitto - Knives Out[70]

- Scream Award
  - 2011 - Miglior supereroe per Captain America - Il primo Vendicatore[71]
  - 2011 - Candidatura come miglior attore sci-fi per Captain America - Il primo Vendicatore
  - 2011 - Candidatura come miglior cattivo per Scott Pilgrim vs. the World (con Brandon Routh, Satya Bhabha, Shota Saito, Kyle Katayanagi, Keita Saito, Mae Whitman, Jason Schwartzman)

- Teen Choice Awardss
  - 2007 - Candidatura al miglior attore di film d'azione/avventura per I Fantastici 4 e Silver Surfer
  - 2007 - Candidatura al migliore scontro per I Fantastici 4 e Silver Surfer (con Julian McMahon)
  - 2011 - Candidatura al migliore attore estivo per Captain America - Il primo Vendicatore
  - 2011 - Candidatura al migliore combattimento per Captain America - Il primo Vendicatore
  - 2012 - Candidatura al migliore ruba scena per The Avengers
  - 2014 - Candidatura al miglior attore di film fantasy per Captain America: The Winter Soldier[72]
  - 2015 - Candidatura al migliore attore in un film Sci-Fi/Fantasy per Avengers: Age of Ultron
  - 2015 - Miglior ruba-scena in un film per Avengers: Age of Ultron[73]
  - 2016 - Miglior attore in un film Sci-Fi/fantasy per Captain America: Civil War
  - 2017 - Candidatura al miglior attore in un film drammatico per Gifted - Il dono del talento
  - 2018 - Candidatura al miglior attore in un film d'azione per Avengers: Infinity War[74]
  - 2019 - Candidatura al miglior attore in un film d'azione per Avengers: Endgame[75]

## Doppiatori italiani
Nelle versioni in italiano delle opere in cui ha recitato, Chris Evans è stato doppiato da:
- Marco Vivio ne L'amore impossibile di Fisher Willow, Push, Puncture, Captain America - Il primo Vendicatore, The Avengers, Thor: The Dark World, Captain America: The Winter Soldier, Before We Go, Avengers: Age of Ultron, Ant-Man, Captain America: Civil War, Spider-Man: Homecoming, Avengers: Infinity War, Captain Marvel, Avengers: Endgame, Red Sea Diving, Cena con delitto - Knives Out, In difesa di Jacob, The Gray Man, Ghosted, Pain Hustlers - Il business del dolore, Deadpool & Wolverine, Uno Rosso, Material Love
- Roberto Certomà in Gioventù violata, I Fantastici 4, I Fantastici 4 e Silver Surfer
- Stefano Crescentini in Boston Public, Perfect Score, Il diario di una tata
- Oreste Baldini in Non è un'altra stupida commedia americana
- Roberto Gammino in Cellular
- David Chevalier in London
- Sandro Acerbo in Sunshine
- Fabrizio Manfredi ne La notte non aspetta
- Nanni Baldini in The Losers
- Alessandro Budroni in Scott Pilgrim vs. the World
- Giorgio Borghetti in (S)Ex List
- Alessandro Quarta in The Iceman
- Alessio Cigliano in Snowpiercer
- Federico Zanandrea in Playing It Cool
- Massimiliano Manfredi in Gifted - Il dono del talento

Come doppiatore, viene sostituito da:
- Marco Vivio in TMNT, Robot Chicken
- Simone Crisari in Battaglia per la Terra 3D
- Claudio Moneta in Captain America: Il super soldato
- Alberto Boubakar Malanchino in Lightyear - La vera storia di Buzz
- Alessandro Budroni in Scott Pilgrim - La serie